# کندسوخت‌وساز

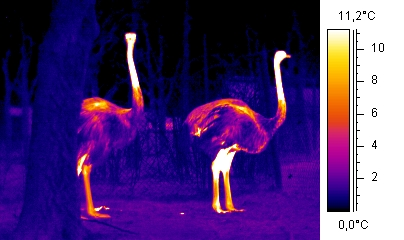
تصویر دمایی از دو شترمرغ

کندسوخت‌وساز (به انگلیسی: Bradymetabolism) به جاندارانی با سوخت‌وساز فعال بالا و سوخت‌وساز کندتر در زمان استراحت اشاره دارد. جانوران کندسوخت‌وساز اغلب می‌توانند با توجه به در دسترس بودن غذا و درجه حرارت، تغییرهای چشمگیری را در سرعت سوخت‌وساز بدنشان تجربه کنند. بسیاری از جانداران کندسوخت‌وساز در بیابان‌ها و مناطقی که زمستان‌های شدید را تجربه می‌کنند، می‌توانند سوخت‌وساز خود را برای نزدیک شدن به حالت‌های نزدیک به مرگ، تا زمان بازگشت شرایط مساعد «خاموش کنند» (به خواب زمستانی و تابستان‌خوابی نگاه کنید).
این اصطلاح از یونانی برادی (βραδύ) «کند» و «آهسته» و متابوالئین (μεταβάλλειν) «چرخش سریع» گرفته شده‌است.